# Этиго (провинция)
Э́тиго (яп. 越後国 этиго-но-куни) — историческая область на севере Японии, в регионе Хокурикудо, со стороны Японского моря. Была образована в конце VII века в результате разделения провинции Коси но куни (яп. 越国) на три провинции (двумя другими стали Эттю (яп. 越中, «среднее Коси») и Этидзэн (яп. 越前, «переднее Коси»)). Она граничила с областями Удзэн, Ивасиро, Кодзукэ, Синано и Эттю. Сегодня эта на территории данной провинции расположена префектура Ниигата, хотя эта префектура включает в себя также историческую провинцию Садо. Столица располагалась на месте нынешнего города Дзёэцу.
Во времена Сэнгоку Этиго управлял Уэсуги Кэнсин и его наследники; впоследствии она перешла во владение Мацудайра — родственников Иэясу.